# Violetta Caldart
Violetta Caldart, née le 10 octobre 1969 à Auronzo di Cadore, est une joueuse de curling italienne.

## Biographie
Violetta Caldart naît le 10 octobre 1969 à Auronzo.
Ancienne directrice du Curling Club Dolomiti, elle travaille dans le domaine bancaire.

## Carrière sportive
Violetta Caldart est membre de l'équipe de curling d'Italie lorsqu'elle participe aux Jeux olympiques d'hiver de 2006 et remporte la même année la médaille d'argent aux championnats d'Europe de curling à Bâle.
En 2013, elle remporte avec Raffaele Bungaro la catégorie double mixte d'un tournoi de tennis à l'ancienne, avec des raquettes en bois, le « Gesti Bianchi-Come eravamo », à Cortina,.
Elle entraîne l'équipe italienne au Championnat du monde de curling féminin 2017 et au Championnat du monde de curling féminin 2020 (en). C'est également elle qui mène ainsi Stefania Constantini et Amos Mosaner jusqu'à leur médaille d'or en double mixte aux Jeux Olympiques de Pékin en 2022.
Depuis 2022, elle est impliquée dans l'équipe technique qui accompagne l'équipe italienne de curling handisport, jusqu'aux Jeux olympiques de 2026 à Milan.

## Vie privée
Elle est mariée au bobeur Roberto Siorpaes (it), fils de la skieuse suisse Yvonne Rüegg.